# Framework for Integrated Test
Das Framework for Integrated Test (Fit) ist ein Open-Source-Framework unter der GNU General Public License (GPL) für die Automatisierung von Akzeptanztests. Im Gegensatz zu Unit Tests werden Akzeptanztests nicht im Quellcode geschrieben, sondern in externen Dokumenten (zum Beispiel Excel, HTML, Word oder einem Wiki) formuliert. Der Vorteil liegt darin, dass der Testautor keine Programmierkenntnisse benötigt. Fit wird als Werkzeug für die Testgetriebene Entwicklung verwendet. Entwickelt wird es von Ward Cunningham.

## Funktionsweise
Daten für Fit-Tests werden tabellarisch erstellt. Jede Zeile entspricht einem Testdurchlauf; für jeden Einzeltest enthalten die Spalten den Namen des Tests, die Eingabewerte und das erwartete Resultat. Das bedeutet, dass die Tests datengetrieben sind. Das Dokument mit den formulierten Tests wird von Fit eingelesen und die Einzeltests mit den übergebenen Parametern aufgerufen. Fit legt eine Kopie des Originaldokuments an und hält dort die Testergebnisse fest.